# Gentiana doerfleri
Gentiana doerfleri är en gentianaväxtart som beskrevs av Ronn.. Gentiana doerfleri ingår i släktet gentianor, och familjen gentianaväxter. Inga underarter finns listade i Catalogue of Life.